# Hvizd, Nadvirna
Hvizd (în ucraineană Гвізд) este localitatea de reședință a comunei Hvizd din raionul Nadvirna, regiunea Ivano-Frankivsk, Ucraina.

## Demografie
Componența lingvistică a localității Hvizd
     Ucraineană (100%)
Conform recensământului din 2001, toată populația localității Hvizd era vorbitoare de ucraineană (100%).